# Pentidotea recta
Pentidotea recta là một loài chân đều trong họ Idoteidae. Loài này được Rafi & Laubitz miêu tả khoa học năm 1990.